# Zmarli w sierpniu 2012

## Sierpień 2012
- 31 sierpnia
  - Max Bygraves – angielski performer, komik, piosenkarz, aktor[1]
  - Alan M. Kriegsman – amerykański krytyk tańca, laureat nagrody Pulitzera[2]
  - Adam Kudła – konserwator zabytków, zabytkoznawca, wojewódzki konserwator zabytków w Katowicach w latach 1961–1983[3]
  - Carlo Maria Martini – włoski duchowny katolicki, arcybiskup Mediolanu, kardynał[4]
  - Marian Narkowicz – polski muzyk rockowy, lider grupy Cytrus[5]
  - Heraldine Rock, polityczka z Saint Lucia (zm. 1933)

- - Siergiej Sokołow – rosyjski minister obrony i marszałek ZSRR[6]
- 30 sierpnia
  - Chris Lighty – amerykański raper i producent muzyczny[7]
  - Jacek Sempoliński – polski malarz, rysownik[8]
  - Gabriel Vahanian – francuski protestancki teolog chrześcijański pochodzenia ormiańskiego[9]
- 29 sierpnia
  - Dobiesław Bobrowski – polski matematyk, prof. dr hab.[10]
  - Siergiej Owczinnikow – rosyjski trener siatkarski, selekcjoner kobiecej reprezentacji Rosji[11]
  - Marek Sochacki – polski muzyk, autor, kompozytor, piosenkarz, bard, animator kultury i pedagog[12]
- 28 sierpnia
  - Kazimierz Dudek – funkcjonariusz UB i SB, generał brygady MO[13]
  - Mirosław Krupiński – polski działacz związkowy, wiceprzewodniczący Komisji Krajowej NSZZ „Solidarność”[14]
  - Alfred Schmidt – niemiecki filozof[15]
  - Grzegorz Wawrzeńczyk – polski muzyk rockowy i folkowy, debiutował w zespole IRA[16]
- 27 sierpnia
  - Malcolm Browne – amerykański dziennikarz i fotograf, laureat nagrody Pulitzera[17]
  - Art Heyman – amerykański koszykarz zawodowy[18]
  - Ivan Horvat – chorwacki piłkarz, trener piłkarski[19]
  - Krystyna Paprota-Żylińska – polska siatkarka i koszykarka[20]
  - Jerzy Szpunar – polski aktor[21]
- 26 sierpnia
  - Viredo Espinosa – kubański plastyk, twórca abstrakcyjnych malowideł i linorytów[22]
  - Jerry Gordon – amerykański gitarzysta jazzowy[23]
- 25 sierpnia
  - Ray Booty – angielski kolarz[24]
  - Neil Armstrong – amerykański astronauta, pierwszy człowiek na Księżycu[25]
  - Jurij Gurow – rosyjski piosenkarz, wokalista zespołu Łaskowyj Maj[26]
  - Maktaj Sagdijew – radziecki (kazachski) polityk, przewodniczący Prezydium Rady Najwyższej Kazachskiej SRR (1989–1990)[27]
- 24 sierpnia
  - Pauli Ellefsen – farerski polityk, premier Wysp Owczych w latach 1981-1985[28]
  - Steven Franken – amerykański aktor telewizyjny[29]
  - Daryl Hine – kanadyjski poeta i tłumacz[30]
  - Zygmunt Kiszkurno – polski strzelec, olimpijczyk z Melbourne (1956)[31]
  - Stanisław Ładyka – polski ekonomista[32]
  - Claire Malis – amerykańska aktorka[33]
  - Jerry Nelson – amerykański lalkarz i aktor dubbingowy[34]
  - Félix Miélli Venerando – brazylijski piłkarz, bramkarz[35]
- 23 sierpnia
  - James Fogle – amerykański autor powieści autobiograficznej, na podstawie której nakręcono film Narkotykowy kowboj[36]
  - Byard Lancaster – amerykański saksofonista jazzowy[37]
- 22 sierpnia
  - Nina Bawden – brytyjska pisarka, autorka książek dla dzieci[38]
  - Paul Shan Kuo-hsi – chiński duchowny katolicki, arcybiskup Hualian i Kaohsiung, kardynał[39]
- 21 sierpnia
  - Tadeusz Kosiński – polski pianista jazzowy[40]
  - William Thurston – amerykański matematyk[41]
- 20 sierpnia
  - Seweryn Chajtman – polski naukowiec, prof. dr inż. organizacji zarządzania w przemyśle[42]
  - Phyllis Diller – amerykańska aktorka[43]
  - Dom Mintoff – maltański polityk, premier Malty w latach 1955–1958, 1971–1984[44]
  - Alexander Saxton – amerykański historyk i pisarz[45]
  - Meles Zenawi – etiopski premier, także prezydent w latach 1991–1995[46]
- 19 sierpnia
  - Donal Henahan – amerykański krytyk muzyczny[47]
  - Tony Scott – brytyjski reżyser filmowy[48]
  - Zdzisław Tuderek – polski samorządowiec, burmistrz Wałcza (1994–2012)[49]
- 18 sierpnia
  - Scott McKenzie – amerykański piosenkarz[50]
- 17 sierpnia
  - Monika Kotowska – polska pisarka, scenarzystka filmowa[51]
  - Lou Martin – irlandzki muzyk bluesowy[52]
  - Veronique Peck – francusko-amerykańska dziennikarka; wdowa po aktorze Gregorym Pecku[53]
  - Victor Poor – amerykański inżynier, pionier informatyk[54]
- 16 sierpnia
  - Irena Koprowska − polska lekarka, cytolog[55]
  - Stanisław Mauersberg − polski historyk oświaty i wychowania, prof. dr hab.[56]
  - Paweł I – etiopski patriarcha Addis Abeby i całej Etiopii, zwierzchnik Etiopskiego Kościoła Ortodoksyjnego[57]
  - William Windom – amerykański aktor[58]
- 15 sierpnia
  - Elson Iazegi Beyruth – brazylijski piłkarz[59]
  - Bob Birch – amerykański gitarzysta basowy[60]
  - Sidonia Błasińska – polska aktorka[61]
  - Biff Elliot – amerykański aktor[62]
  - Harry Harrison – amerykański pisarz science fiction[63]
- 14 sierpnia
  - Remy Charlip – amerykański artysta, pisarz, choreograf, reżyser teatralny, projektant i nauczyciel[64]
  - Svetozar Gligorić – serbski szachista[65]
  - Ron Palillo – amerykański aktor telewizyjny i filmowy[66]
  - Rosemary Rice – amerykańska aktorka telewizyjna[67]
  - Phyllis Thaxter – amerykańska aktorka[68]
- 13 sierpnia
  - Alicja Bienicewicz – polska aktorka[69]
  - Helen Gurley Brown – amerykańska pisarka, wydawca i bizneswoman; redaktor naczelny magazynu Cosmopolitan[70]
  - Waldemar Irek – polski duchowny katolicki, prof. dr hab. nauk teologicznych, rektor Papieskiego Wydziału Teologicznego we Wrocławiu[71]
  - Joan Roberts – amerykańska aktorka[72]
- 12 sierpnia
  - Alexander Falconer – brytyjski polityk, robotnik i związkowiec, eurodeputowany II, III i IV kadencji (1984–1999)[73]
  - Jerry Grant – amerykański kierowca wyścigowy[74]
  - Barbara Kimenye – brytyjska pisarka, autorka książek dla dzieci[75]
  - Joe Kubert – amerykański twórca komiksów, współtwórca takich postaci jak Sgt. Rock czy Tor[76]
  - Jacek Stankiewicz – polski inżynier i działacz opozycyjny, sekretarz stanu w Urzędzie Rady Ministrów (1992)[77]
  - Willa Ward – amerykańska piosenkarka gospel[78]
- 11 sierpnia
  - Michael Dokes – amerykański bokser, zawodowy mistrz świata wagi ciężkiej organizacji WBA[79]
  - Von Freeman – amerykański saksofonista jazzowy[80]
  - Heidi Holland – południowoafrykańska pisarka, dziennikarka[81]
  - Marcin Różycki – polski poeta i bard[82]
  - Paul Steed – amerykański grafik, twórca gier komputerowych[83]
- 10 sierpnia
  - Philippe Bugalski – francuski kierowca rajdowy[84]
  - Carlo Rambaldi – włoski nadzorca efektów specjalnych, trzykrotny laureat Oscara[85]
- 9 sierpnia
  - Carl Davis – amerykański producent muzyczny[86]
  - Piotr Fomienko – rosyjski reżyser teatralny[87]
  - Al Freeman Jr. – amerykański aktor i reżyser[88]
  - Józef Orewczuk – polski dyplomata i działacz partyjny, chargé d’affaires PRL w Malezji (1983–1984), tajny współpracownik MSW[89]
  - Jan Sawka – polski malarz, grafik, rysownik[90]
- 8 sierpnia
  - Sancho Gracia – hiszpański aktor[91]
  - Kurt Maetzig – niemiecki reżyser filmowy[92]
  - Mel Stuart – amerykański reżyser filmowy[93]
  - Zygmunt Wudarkiewicz − polski duchowny katolicki, duszpasterz Muzeum Powstania Warszawskiego[94][95]
- 7 sierpnia
  - Jerzy Auerbach − polski radioelektronik, dr nauk technicznych[96]
  - Judith Crist – amerykańska krytyk filmowy[97]
  - Władimir Kobziew – rosyjski piłkarz, trener piłkarski[98]
  - Donald C. Paup – amerykański badmintonista[99]
  - Michel Polac – francuski pisarz, reżyser i producent filmowy[100]
  - Wojciech Wieczorek – polski dziennikarz i publicysta[101]
- 6 sierpnia
  - Richard Cragun – amerykański tancerz baletowy[102]
  - Karol Grünberg – polski historyk, profesor[103]
  - Marvin Hamlisch – amerykański kompozytor muzyki filmowej[104]
  - Robert Hughes – australijski krytyk, historyk sztuki, pisarz i twórca filmów dokumentalnych dla telewizji[105]
  - Bernard Lovell – brytyjski fizyk i radioastronom[106]
  - Mark O’Donnell – amerykański pisarz, librecista musicalowy[107]
  - Anna Piaggi – włoska dziennikarka, pisarka tematyki mody, redaktorka magazynu Vogue[108]
  - Boris Razinski – radziecki piłkarz pochodzenia żydowskiego, reprezentant ZSRR, trener piłkarski; złoty medalista olimpijski[109]
  - Ruggiero Ricci – amerykański skrzypek[110]
- 5 sierpnia
  - Erwin Axer – polski reżyser teatralny[111]
  - Klemens Kamiński – polski organista, improwizator, dyrygent, kompozytor[112]
  - Andrzej Nowakowski – polski trener koszykówki[113]
  - Ignacy Skowron – polski żołnierz, ostatni żyjący obrońca Westerplatte, kawaler Orderu Virtuti Militari[114]
  - Chavela Vargas – meksykańska pieśniarka i aktorka[115]
- 4 sierpnia
  - Johnnie Bassett – amerykański muzyk bluesowy; gitarzysta, piosenkarz i autor tekstów piosenek[116]
  - Tadeusz Drab – polski polityk, wieloletni szef dolnośląskich struktur PSL[117]
  - Jan Fajęcki − polski ekonomista, wydawca i wykładowca, poseł na Sejm (1980–1985)[118]
  - Zdzisław Przeździecki − polski uczony, prof. dr hab. SGGW[119]
  - Wojciech Zyms – polski dziennikarz radiowy, telewizyjny i prasowy[120]
- 3 sierpnia
  - Martin Fleischmann – amerykański elektrochemik[121]
  - Arnold Juniter − polski wojskowy, lotnik, płk, wieloletni dyrektor administracyjny Teatru Narodowego-Opery Narodowej w Warszawie[122][123]
  - Paul McCracken – amerykański ekonomista, przewodniczący Zespołu Doradców Ekonomicznych[124]
- 2 sierpnia
  - Ruy de Freitas – brazylijski koszykarz[125]
  - Jan (Holonič) – słowacki biskup prawosławny[126]
  - John Keegan – brytyjski historyk wojskowości[127]
  - Bernd Meier – niemiecki piłkarz[128]
  - Jean Merrill – amerykańska autorka książek dla dzieci[129]
  - Marguerite Piazza – amerykańska śpiewaczka operowa[130]
  - Tomasz Szukalski – polski saksofonista jazzowy, kompozytor i aranżer[131]
  - Mihaela Ursuleasa – rumuńska pianistka[132]
- 1 sierpnia
  - Witold Jachymczyk − polski uczony, prof. dr hab.[133][134]
  - Aldo Maldera – włoski piłkarz[135]
  - Maria Sobocińska – polska działaczka niepodległościowa, członkini Związku Walki Zbrojnej oraz Armii Krajowej[136]
  - Jerzy Szukała − polski działacz polityczny, poseł na Sejm PRL (1965-1969)[137]
  - Kamil Wermeński − polski lekarz, prof. dr hab. nauk medycznych[138]
- data dzienna nieznana
  - Stanisław Słomski – polski działacz samorządowy związany z Socjaldemokracją Polską[139]
  - Stefan Zawodziński – polski działacz partyjny i rolnik, poseł na Sejm PRL VII kadencji (1976–1980), I sekretarz KW PZPR w Łomży (1975–1978) i Białymstoku (1980–1983)[140]